# Emeli Sandé
Adele Emely Gouraguine, född Sandé 10 mars 1987 i Sunderland, Tyne and Wear, känd som Emeli Sandé, är en engelskfödd skotsk sångerska och låtskrivare.
Hon växte upp i Alford, Aberdeenshire, Skottland med brittisk mor och zambisk far. Hon gifte sig 2012 med marinbiologen Adam Gouraguine, som kommer från Montenegro, men skilde sig redan efter ett år.
För den större allmänheten blev Emeli Sandé känd först år 2012 genom sina framträdanden på både invignings- och avslutningsceremonierna vid OS i London detta år.
Hennes debutalbum "Our Version of Events" som släpptes 2012, blev en stor succé. Den har sålt i över 4,5 miljoner exemplar och har sålt Guld i Sverige. ”Our Version Of Events” blev det mest sålda albumet i Storbritannien under 2012 och det andra mest sålda albumet 2013. Albumet låg sju veckor i rad som #1 på albumlistan i Storbritannien och 63 veckor på Top 10 och slog därmed rekordet för flest antal veckor Top 10 på albumlistan för ett debutalbum. Hon slog därmed The Beatles 50 år gamla rekord. “Our Version Of Events” har bl.a. sålt Guld i USA och Australien, Platina i Frankrike, Tyskland, Nederländerna och Schweiz.
Hitsingeln ”Read All About It, Pt. III” nådde stora framgångar och är 3 x Platina i Sverige. 
Emeli Sandé har belönats med tre BRIT Awards och sålt över 7 miljoner singlar. Hon har skrivit låtar till Rihanna, Alicia Keys och Katy Perry.
Uppföljaren "Long Live the Angels" släpptes i november 2016. Som förhandsreklam släpptes en musikvideo med låten Hurts.